# Мале Доле при Стехањи васи
Мале Доле при Стехањи васи (словен. Male Dole pri Stehanji vasi) је насељено место у општини Требње, регија Југоисточна Словенија, Словенија.

## Историја
До територијалне реорганизације у Словенији биле су у саставу старе општине Требње.

## Становништво
У попису становништва из 2011. године, Мале Доле при Стехањи васи су имале 46 становника.
| Број становника према пописима | Број становника према пописима | Број становника према пописима |
| ------------------------------ | ------------------------------ | ------------------------------ |
| 1991                           | 2002                           | 2011                           |
| 51                             | 46                             | 46                             |

Напомена: До 1953. исказивано под именом Мале Доле.